# 東池袋站
東池袋站（日语：／ Higashi-ikebukuro eki */?）是位於日本東京都豐島區東池袋四丁目，屬於東京地下鐵有樂町線的鐵路車站。車站編號是Y 10。

## 車站構造
島式月台1面2線的地下車站。剪票口層與月台間設有電梯與電扶梯。2011年（平成23年）2月26日啟用月台門。

#### 月台配置
| 月台 | 路線     | 目的地                           | 備註 |
| ---- | -------- | -------------------------------- | --- |
| 1    | 有樂町線 | 飯田橋、有樂町、新木場方向       | |
| 2    | 有樂町線 | 池袋、和光市、森林公園、飯能方向 | 和光市站直通 東武東上線（直通至森林公園站）、或 小竹向原站直通 西武池袋線（經 西武有樂町線直通至飯能站） |

（來源：東京地下鐵:構內圖 （页面存档备份，存于））

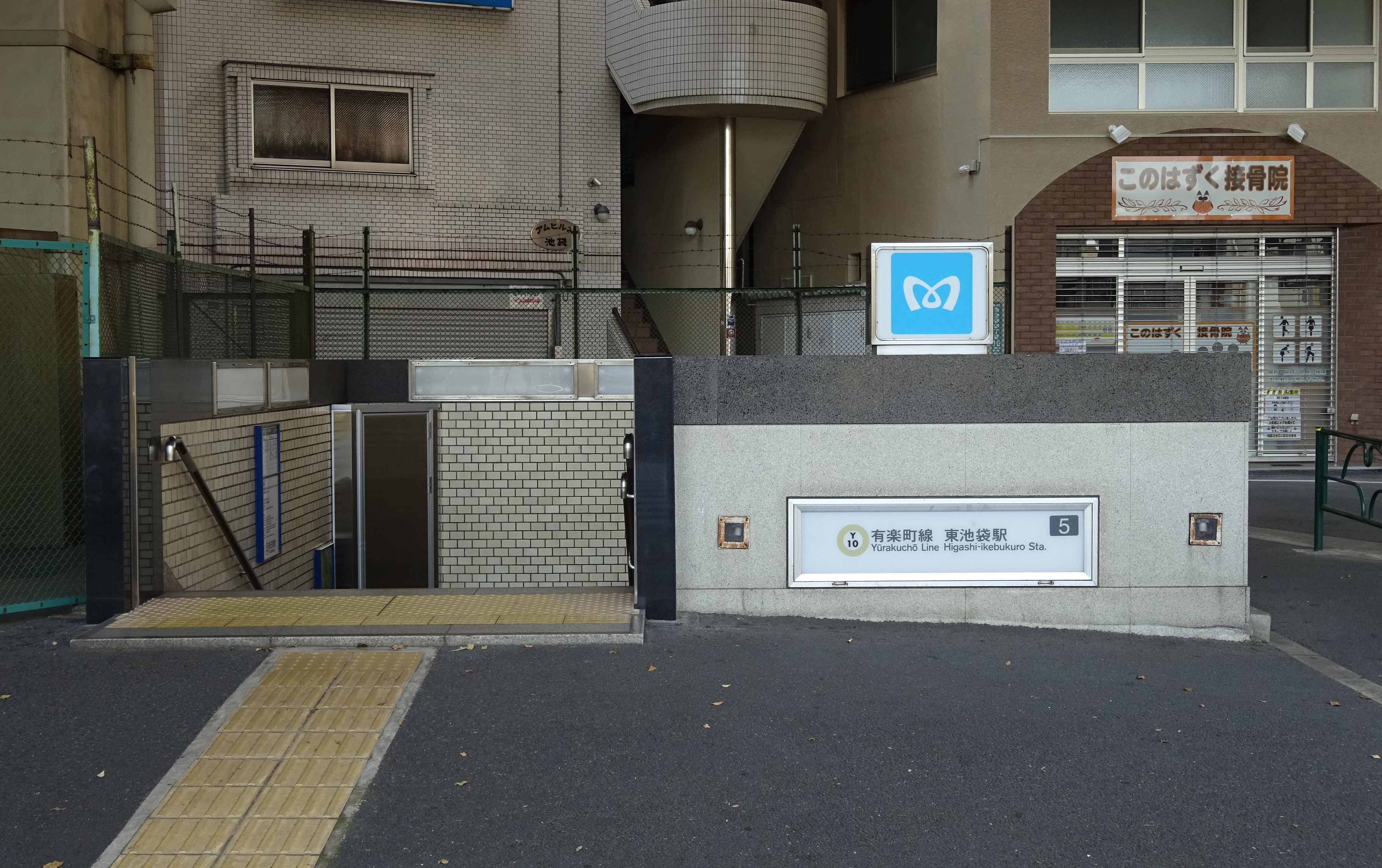
5號出入口（2016年6月）
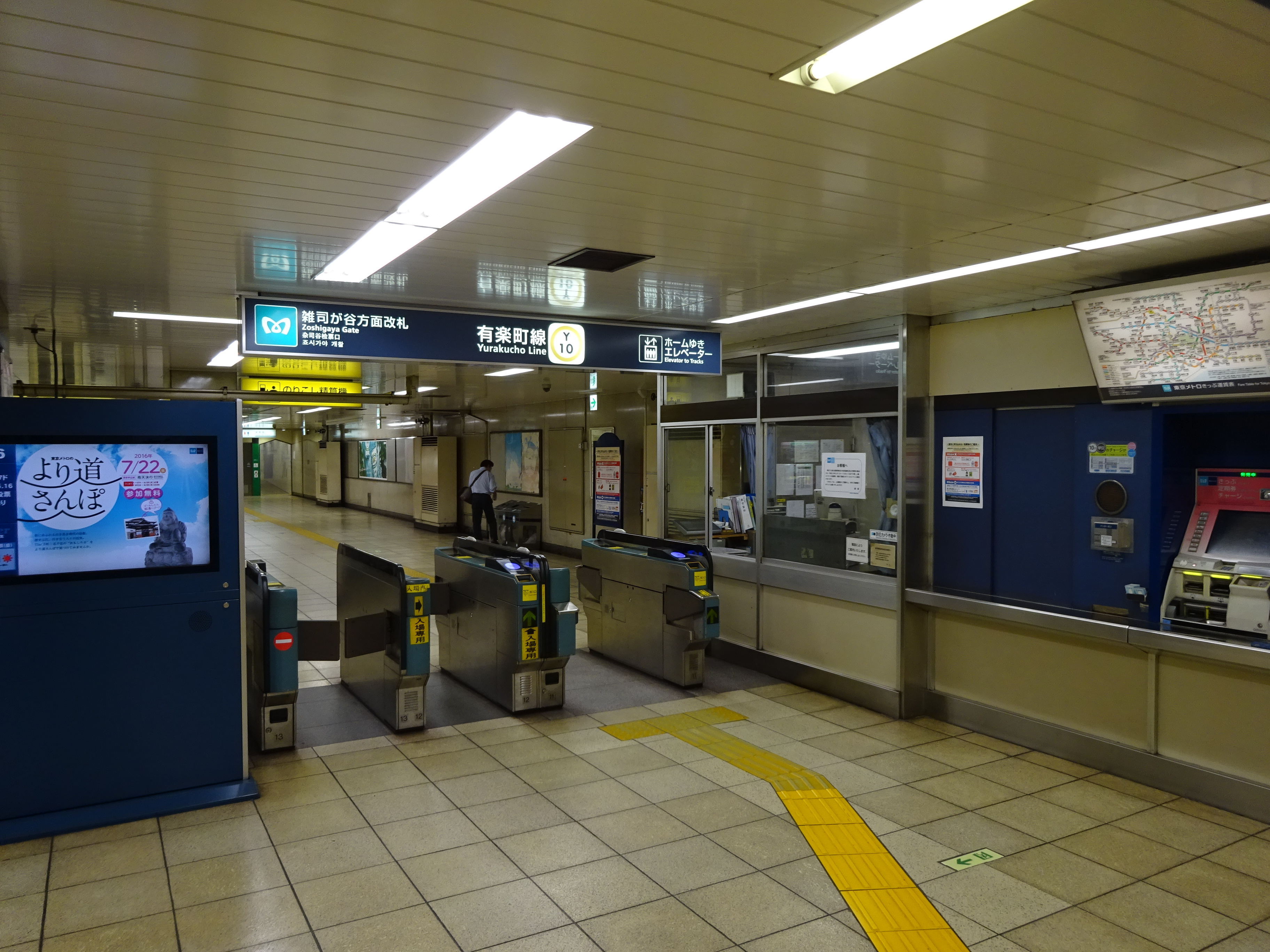
雜司谷方向閘口（2016年6月）
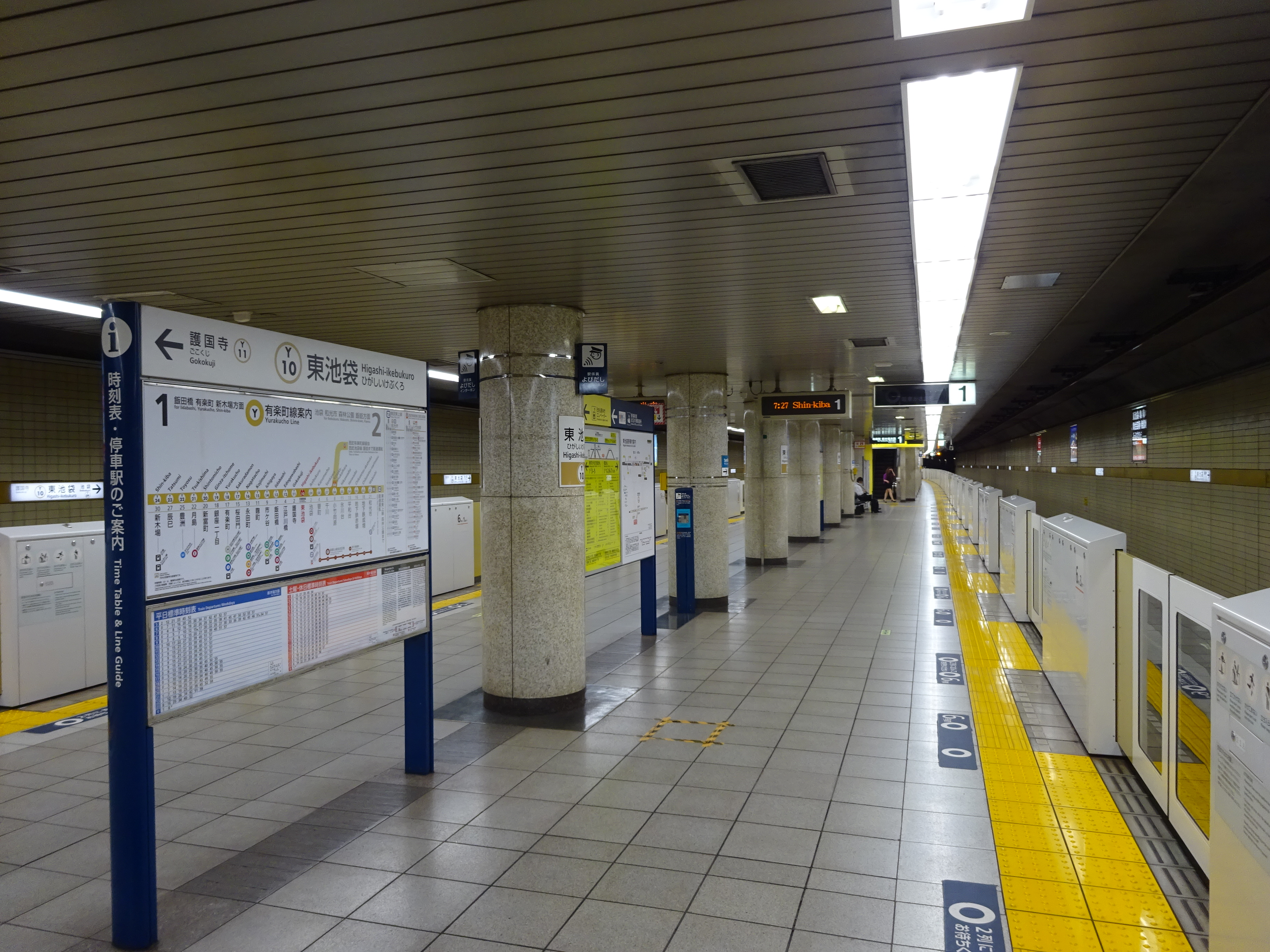
月台（2016年6月）

## 利用狀況
2017年1日平均上下車人次為44,044人，在東京地下鐵全部130個車站當中排名第84位。
近年1日平均上下車、上車人次變化如下表。
| 年度               | 1日平均 上下車人次 | 1日平均 上車人次 | 來源     |
| ------------------ | ------------------ | ---------------- | -------- |
| 1992年（平成04年） |                    | 12,759           | [ * 1 ]  |
| 1993年（平成05年） |                    | 12,351           | [ * 2 ]  |
| 1994年（平成06年） |                    | 12,074           | [ * 3 ]  |
| 1995年（平成07年） |                    | 12,082           | [ * 4 ]  |
| 1996年（平成08年） |                    | 12,074           | [ * 5 ]  |
| 1997年（平成09年） |                    | 12,088           | [ * 6 ]  |
| 1998年（平成10年） |                    | 12,373           | [ * 7 ]  |
| 1999年（平成11年） |                    | 12,142           | [ * 8 ]  |
| 2000年（平成12年） |                    | 12,107           | [ * 9 ]  |
| 2001年（平成13年） |                    | 12,318           | [ * 10 ] |
| 2002年（平成14年） |                    | 12,425           | [ * 11 ] |
| 2003年（平成15年） | 25,724             | 12,339           | [ * 12 ] |
| 2004年（平成16年） | 25,321             | 12,433           | [ * 13 ] |
| 2005年（平成17年） | 25,516             | 12,504           | [ * 14 ] |
| 2006年（平成18年） | 26,081             | 12,770           | [ * 15 ] |
| 2007年（平成19年） | 29,814             | 14,691           | [ * 16 ] |
| 2008年（平成20年） | 31,394             | 15,274           | [ * 17 ] |
| 2009年（平成21年） | 31,181             | 15,236           | [ * 18 ] |
| 2010年（平成22年） | 31,759             | 15,432           | [ * 19 ] |
| 2011年（平成23年） | 32,925             | 16,169           | [ * 20 ] |
| 2012年（平成24年） | 34,327             | 16,693           | [ * 21 ] |
| 2013年（平成25年） | 36,323             | 17,753           | [ * 22 ] |
| 2014年（平成26年） | 37,966             | 18,570           | [ * 23 ] |
| 2015年（平成27年） | 41,609             | 20,462           | [ * 24 ] |
| 2016年（平成28年） | 42,752             | 21,047           | [ * 25 ] |
| 2017年（平成29年） | 44,044             |                  |          |

## 車站周邊

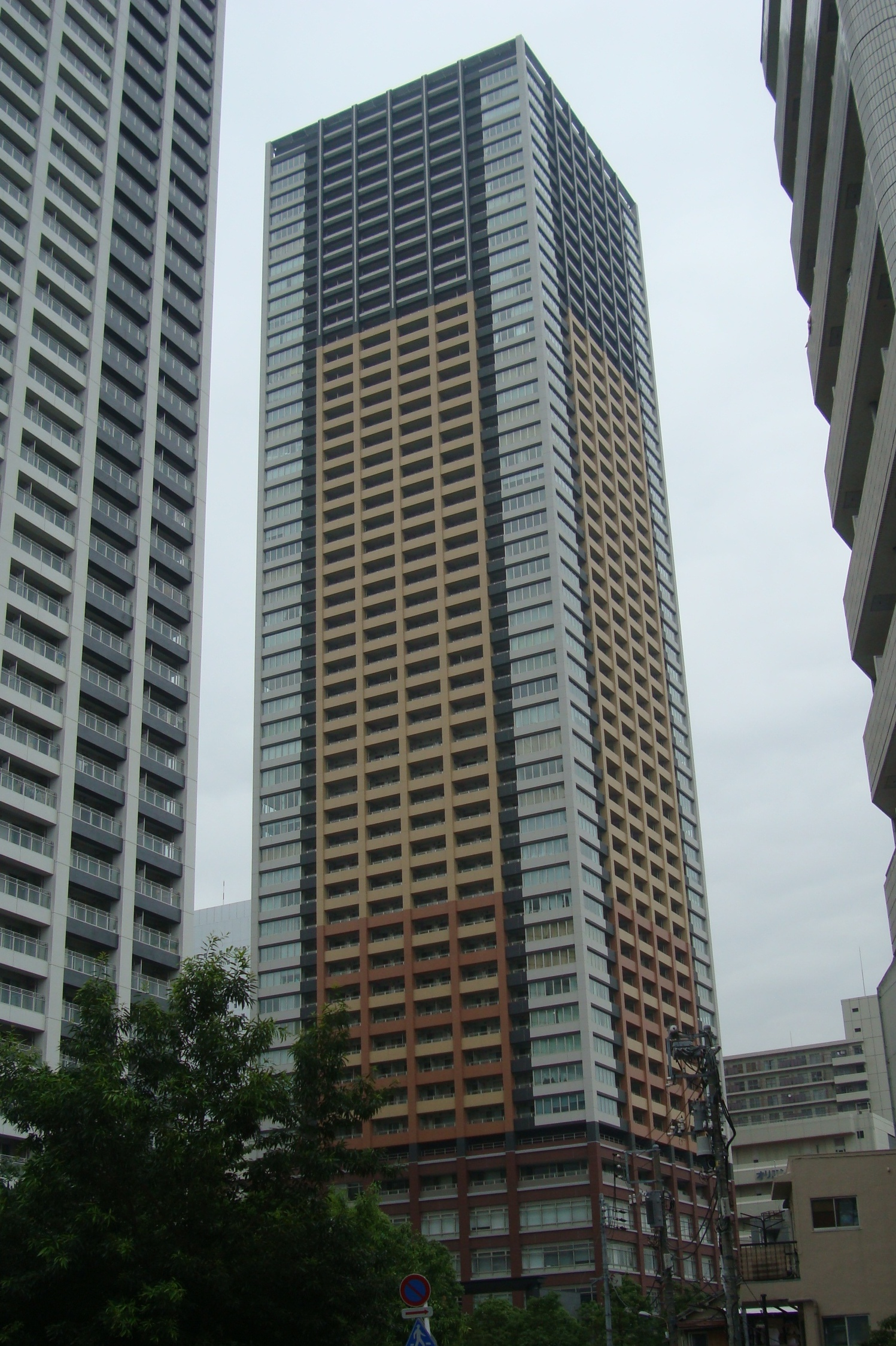
OWL TOWER

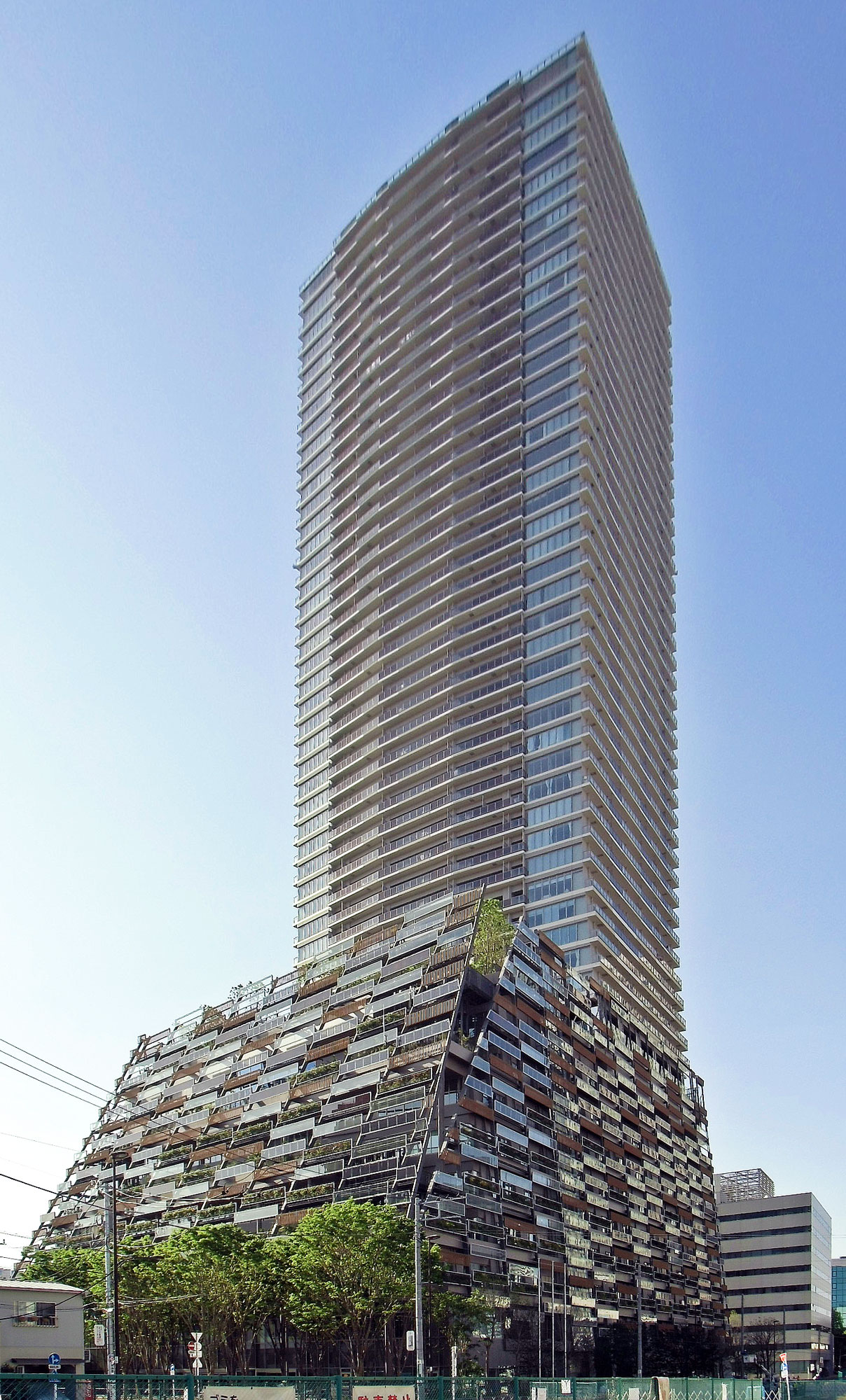
豐島ECOMUSEE TOWN

除了當地地標陽光城外，2000年代後半起東池袋四丁目進行再開發，豐島區立中央圖書館與豐島區立舞台藝術交流中心等文教設施入駐的Rise City、通至陽光城的地下連絡通道「東池袋地下通路」、多棟大型塔式公寓等陸續完工。
另外，車站南側的南池袋二丁目也進行再開發，2015年完工的豐島區役所新廳舍與大型塔式公寓複合設施「豐島ECOMUSEE TOWN」與東池袋站有地下道連通。
- Rise City池袋（日语：ライズシティ池袋）
  - 豐島區立中央圖書館（日语：豊島区立図書館）
  - 豐島區立舞台藝術交流中心（OWL SPOT）
- 造幣局東京支局
- 東京都勞動相談情報中心池袋事務所
- 豐島消防署（日语：東京消防庁第五消防方面本部）
- 豊島郵便局（日语：豊島郵便局）
  - 郵貯銀行豐島店
- 豐島區役所前郵便局
- 東池袋郵便局
- 東急手創館池袋店
- AMLUX（日语：アムラックス）大樓
- 安利美特陽光城
- 陽光城
  - 陽光城60
  - World Import Mart
  - NAMJA TOWN（日语：ナムコ・ナンジャタウン）
  - 文化會館
  - 陽光水族館（日语：サンシャイン水族館）
  - 太陽城王子大飯店（日语：プリンスホテル）
- 首都高速5號池袋線
- 東京都道435號音羽池袋線
- 乙女路
- Maruetsu（日语：マルエツ） petit東池袋站前店
- 東京福祉大學池袋校區
- 豐島岡女子學園中學校、高等學校（日语：豊島岡女子学園中学校・高等学校）
- 豐島ECOMUSEE TOWN（日语：としまエコミューゼタウン）
  - 豐島區役所（日语：豊島区役所）

## 巴士路線
東池袋四丁目
- 都營巴士
  - 都02乙：往池袋站東口／往東京巨蛋城、往一橋

日出通
- 國際興業巴士（日语：国際興業バス）
  - 池07：往陽光城南

陽光城南
- 國際興業巴士
  - 池07：江古田二又

## 歷史

### 東京地下鐵
- 1974年（昭和49年）10月30日：帝都高速度交通營團（營團地下鐵）有樂町線池袋－銀座一丁目間通車，本站開業。
- 2004年（平成16年）4月1日：營團地下鐵民營化，由東京地下鐵繼承。
- 2011年（平成23年）2月26日：啟用月台門[2]。
- 2011年3月26日：導入發車音樂[8]。
- 2015年（平成27年）4月：豐島ECOMUSEE TOWN地下道開通。

## 副都心線的東池袋站設置計畫
副都心線從池袋站往東南方前進。通過綠色大通後在東池袋交差點轉往南行，進入東京都市計画道路幹線街路環状第5号線環状第5之1號線至雜司谷站，因此有通過本站附近，但未設站。
在昭和60年運輸政策審議會答申第7號中，仍在計畫階段的地下鐵13號線（副都心線）有計畫在東池袋站設站。但是，平成13年都市計畫變更時已沒有東池袋站，副都心線通車時也未設站。
豐島區已針對副都心線東池袋地區設站向東京地下鐵提出請求。當未來具有一定客源時，本地區將設置新站。
副都心線在建設時也已作好設置新站的前期準備，如位於綠色大通東端的新站地點，其潛盾隧道混擬土材質與其他不同。

## 相鄰車站
東京地下鐵
 有樂町線
池袋（Y 09）－東池袋（Y 10）－護國寺（Y 11）

### 來源
東京都統計年鑑
1. ↑  .   [2017-05-01]. （原始内容存档于2013-08-15）.
2. ↑  .   [2017-05-01]. （原始内容存档于2013-02-03）.
3. ↑  .   [2017-05-01]. （原始内容存档于2013-02-03）.
4. ↑  .   [2017-05-01]. （原始内容存档于2013-02-03）.
5. ↑  .   [2017-05-01]. （原始内容存档于2013-02-03）.
6. ↑  .   [2017-05-01]. （原始内容存档于2016-03-04）.
7. ↑  東京都統計年鑑（平成10年）PDF
8. ↑  東京都統計年鑑（平成11年）PDF
9. ↑  .   [2017-05-01]. （原始内容存档于2016-03-04）.
10. ↑  .   [2017-05-01]. （原始内容存档于2016-03-04）.
11. ↑  .   [2017-05-01]. （原始内容存档于2017-07-29）.
12. ↑  .   [2017-05-01]. （原始内容存档于2017-07-29）.
13. ↑  .   [2017-05-01]. （原始内容存档于2017-07-29）.
14. ↑  .   [2017-05-01]. （原始内容存档于2017-07-29）.
15. ↑  .   [2017-05-01]. （原始内容存档于2017-07-29）.
16. ↑  .   [2017-05-01]. （原始内容存档于2017-07-29）.
17. ↑  .   [2017-05-01]. （原始内容存档于2017-07-29）.
18. ↑  .   [2017-05-01]. （原始内容存档于2016-03-26）.
19. ↑  .   [2017-05-01]. （原始内容存档于2016-03-27）.
20. ↑  .   [2017-05-01]. （原始内容存档于2016-03-25）.
21. ↑  .   [2017-05-01]. （原始内容存档于2016-03-27）.
22. ↑  .   [2017-05-01]. （原始内容存档于2016-03-22）.
23. ↑  .   [2017-05-01]. （原始内容存档于2017-07-30）.
24. ↑  .   [2019-01-11]. （原始内容存档于2018-11-09）.
25. ↑  .   [2019-01-11]. （原始内容存档于2019-05-02）.

## 外部連結
- 東池袋/Y10 | 路線・車站資訊 | 東京地下鐵